# Hendrik Jan Heuvelink sr.
Hendrik Jan Heuvelink (25 mei 1806 — Arnhem, 17 september 1867) was een Nederlands architect. Heuvelink was voornamelijk actief in en rond de stad Arnhem, alwaar hij sinds 1841 stadsarchitect was.
Arnhem, dat al in de Franse tijd was begonnen met het afbreken van de vestingwerken ten gunste van uitbreidingen en stadsverfraaiingen, ontwikkelde zich met diverse industrieën, maatschappelijke bouwwerken en andere uitbreidingen. De stadsarchitect had hierin een grote rol. Om enige structuur aan te brengen in de uitbreidingen presenteerde Heuvelink in 1853 het uitbreidingsplan voor Arnhem. Het plan voorzag uitbreidingen aan de zuidzijde (onder andere de Rijnkade) en aan de noordoostzijde, met onder andere het Spijkerkwartier en het Velperplein. Met dit plan probeerde de gemeente rijke mensen naar Arnhem te lokken en werd tegelijk de verkrotting van de stad aangepakt. Van het plan werden echter maar enkele onderdelen uitgevoerd.
Heuvelink overleed in 1867. Zijn zoon Hendrik Jan Heuvelink jr. werd later eveneens stadsarchitect van Arnhem en realiseerde een deel van de plannen van zijn vader. 

## Andere bouwwerken
- Gasfabriek Roermondsplein, Arnhem
- Gemeenteziekenhuis, Arnhem
- Synagoge, Arnhem
- Uitbreiding Musis Sacrum, Arnhem
- Luthers Hofje, Arnhem

## Galerij

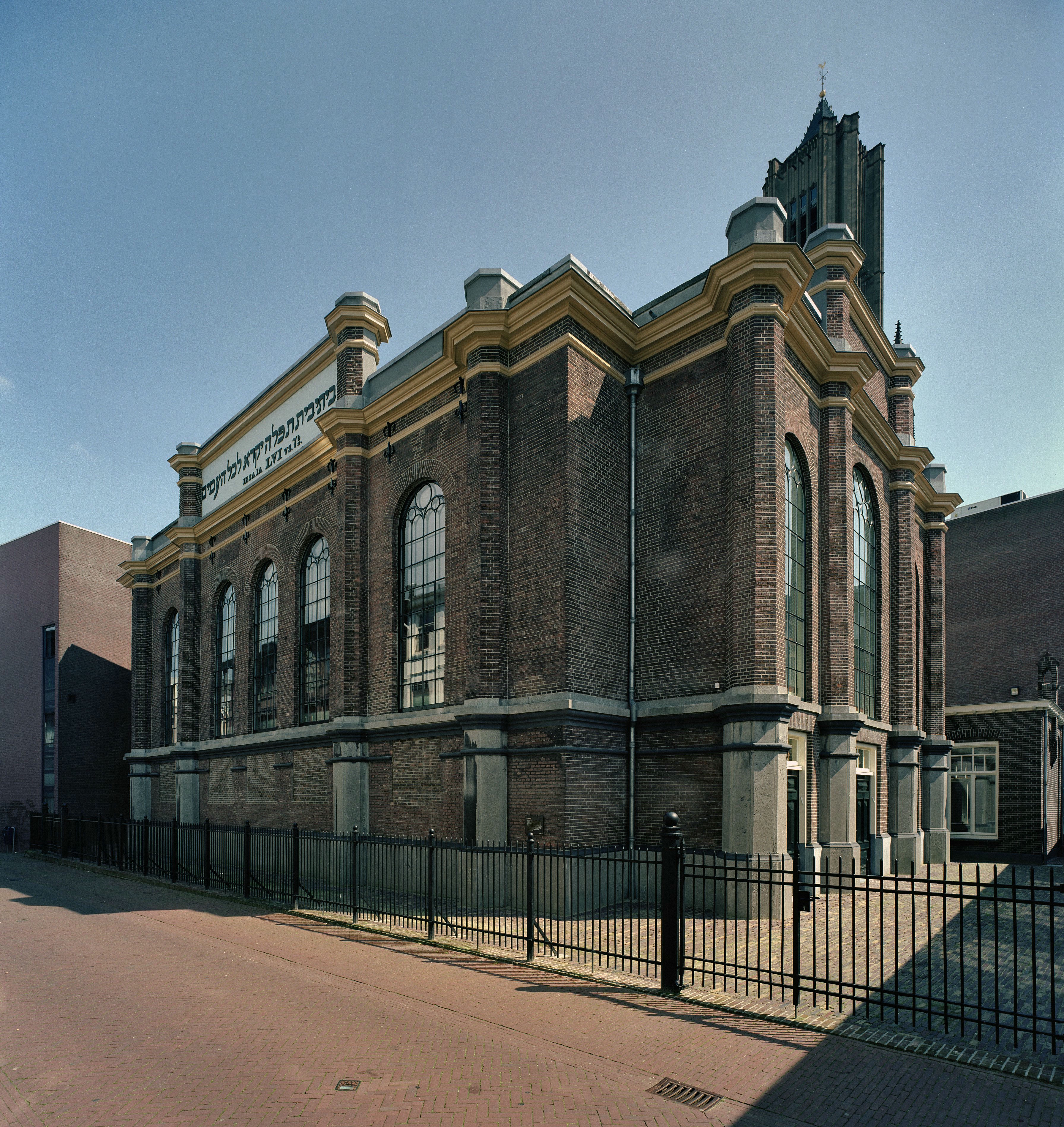
Synagoge in Arnhem
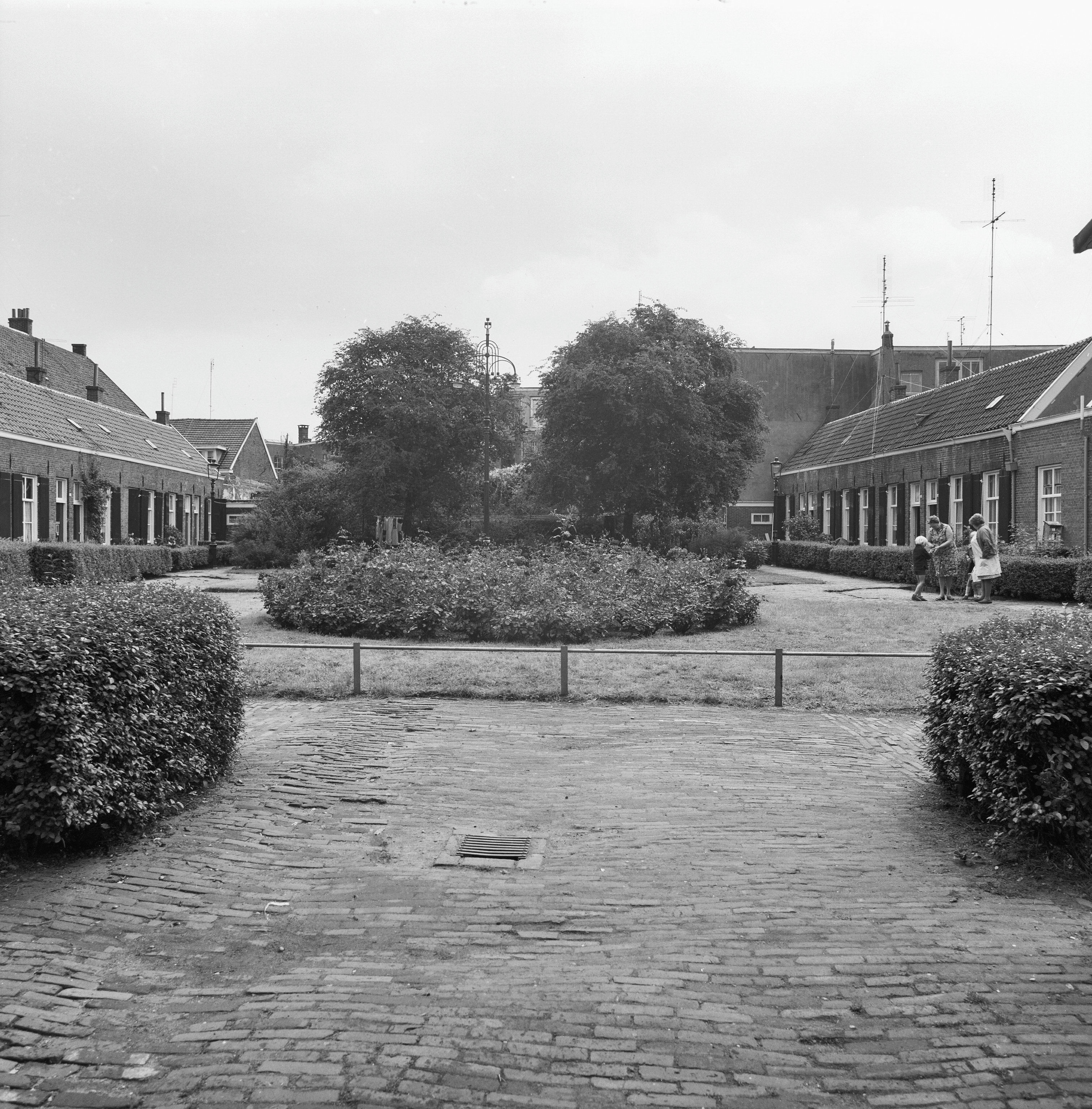
Luthers Hofje
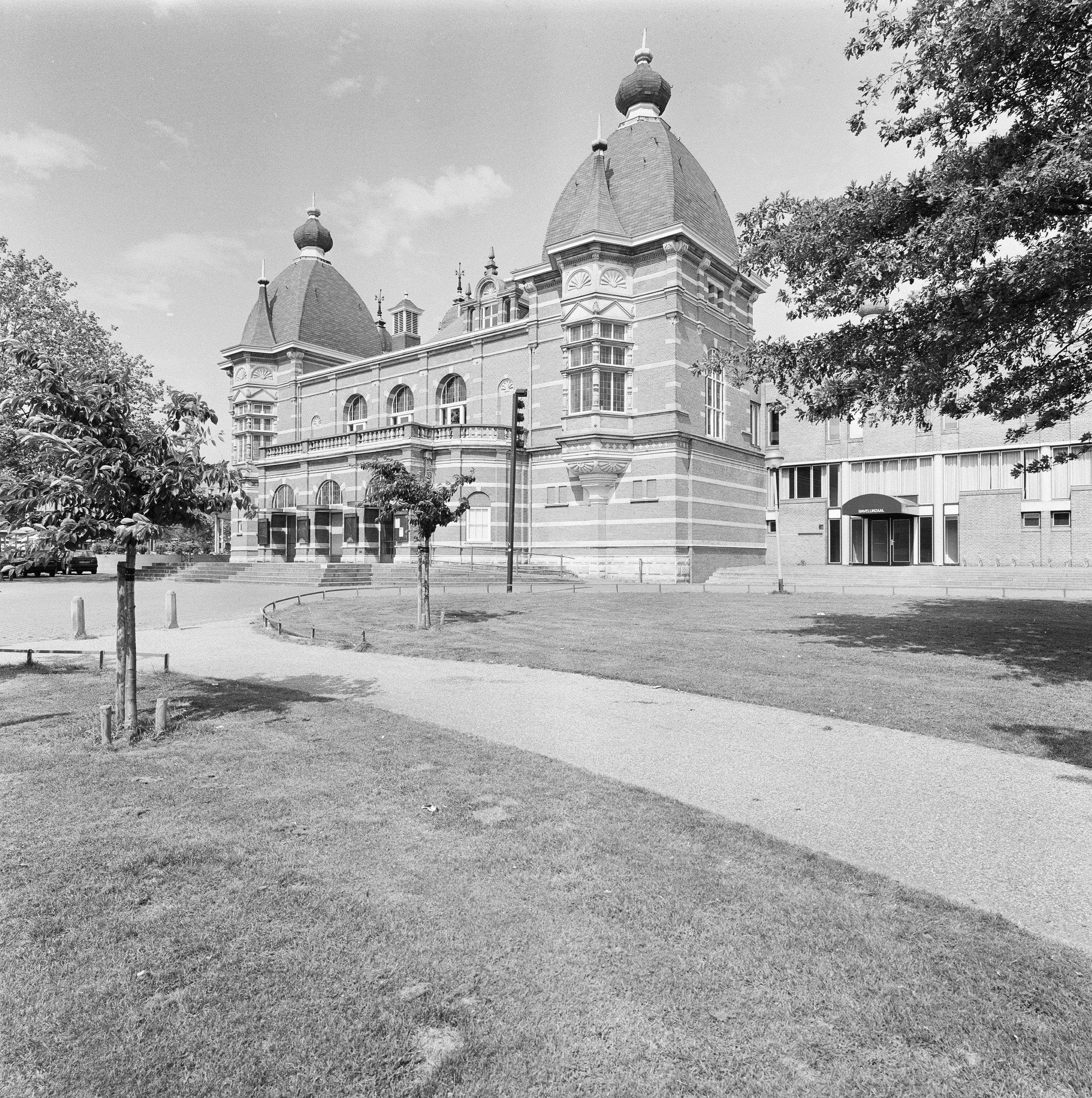
Musis Sacrum